# Macromitrium fuscescens
Macromitrium fuscescens là một loài Rêu trong họ Orthotrichaceae. Loài này được Schwägr. mô tả khoa học đầu tiên năm 1827.